# 山田太郎 (衆議院議員)
山田 太郎（やまだ たろう、1918年3月24日 - 2002年12月23日）は、日本の政治家、公明党の衆議院議員（6期）。岡山市出身。

## 経歴
1941年、慶應義塾大学文学部を卒業。1967年の第31回衆議院議員総選挙で当時の中選挙区であった岡山県第1区で、党結成後初めての総選挙に公明党から出馬して初当選し、以降、1980年の第36回衆議院議員総選挙まで連続6回の当選を果たした。この間、1972年には政策審議会文教部会長、1981年には中央統制委員など、党内の要職を歴任した。2002年12月23日、岡山市内の病院で脳梗塞の後遺症により84歳で亡くなった。